# 카테리나 사켈라로풀루

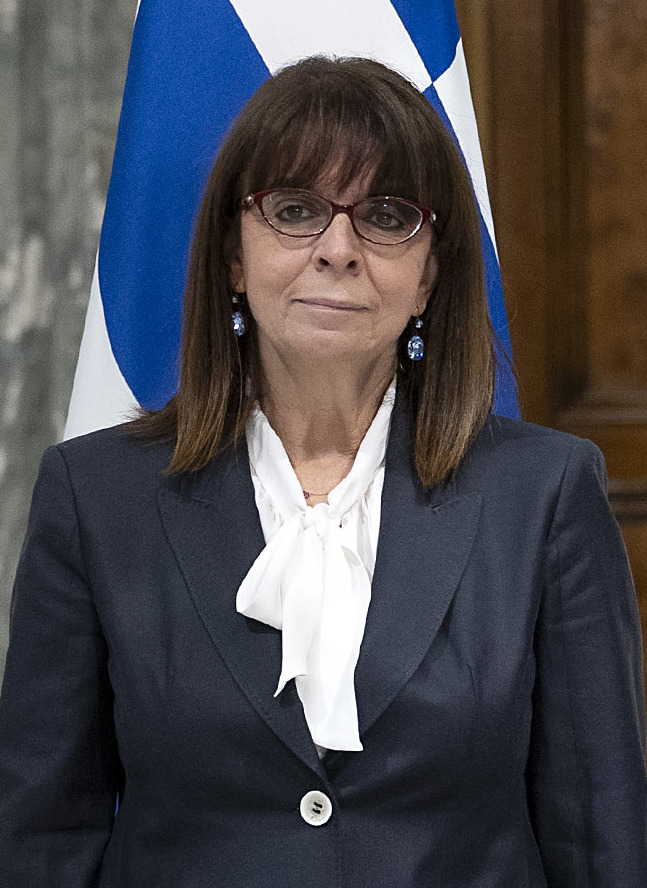
카테리나 사켈라로풀루(2020년)

카테리나 사켈라로풀루(그리스어: Κατερίνα Σακελλαροπούλου, 1956년 5월 30일 ~ )는 그리스의 판사로 2020년 3월 13일부터 그리스의 대통령을 맡고 있다. 2020년 1월 22일 프로코피스 파블로풀로스의 뒤를 이어 그리스 의회에 의해 선출되었다. 대통령으로 선출되기 전, 사켈라로풀루는 그리스의 최고 행정 법원인 국가 평의회의 의장을 역임했다. 그녀는 그리스의 첫 여성 대통령이다.